# Lessowo

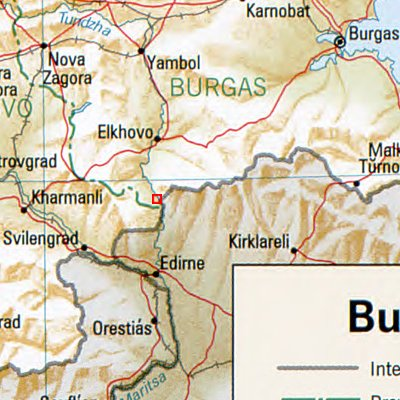
Lessowo (rotes Viereck) – Bulgarien – Nachbarorte: Elchowo, Charmanli, Swilengrad, Edirne, Kirklareli

Lessowo [ˈlɛsovo] (bulgarisch Лесово) ist ein Dorf in Südost-Bulgarien im Verwaltungsbezirk (Oblast) Jambol, in der Gemeinde Elchowo (Елхово).
Lessowo ist Grenzort an der bulgarisch-türkischen Grenze. Das Dorf liegt 26 km von Elchowo, 99 km von Sliwen und ungefähr 30 km von der türkischen Stadt Edirne (bulgarisch Одрин – Odrin) entfernt. Bei klarem Wetter kann man mit bloßem Auge Edirne in der Ferne sehen – die Sultan Selim Moschee (Selimiye-Moschee) und die Kuppel der bulgarischen Kirche "Sweti Georgi" (Hl. Georgius).
Der Fluss Tundscha fließt am Dorfrand vorbei.
Neben dem Dorf liegt der Grenzübergang Lessowo.